# Мавзолей Гусейна Джавіда
Мавзолей Гусейна Джавіда — архітектурно-меморіальний комплекс, зведений на могилі азербайджанського поета і драматурга Гусейна Джавіда в місті Нахічевань.

## Історія
Мавзолей Гусейна Джавіда був побудований за особистою ініціативою Президента Азербайджанської Республіки Гейдара Алієва. Автором проекту пам'ятника є Заслужений архітектор Азербайджанської РСР Расим Алієв, архітектором — народний художник Омар Ельдаров.
Гусейн Джавід помер 5 грудня 1941 в селі Шевченко, Іркутська область. 12 жовтня 1982 у зв'язку зі 100-річним ювілеєм поета, Партійний комітет Нахічеванської АРСР ухвалив рішення про перепоховання тіла Джавіда в Нахічевані. 3 листопада Джавіда привезли в Нахічевань і перепоховали поруч із рідною домівкою. Потім у 1996 році над могилою поета був споруджений мавзолей. 13 вересня 1996 в ньому були перепоховані тіла дружини поета Мюшкюназ (із Баку) і сина Ертогрула, а 12 вересня 2004 в мавзолеї була похована дочка поета Туран Джавід.
Мавзолей, побудований під впливом архітектурного стилю Аджемов Нахчивані — Нахічеванська архітектурна школа. Мавзолей складається з верхньої та нижньої частини — склепу.